# University College London

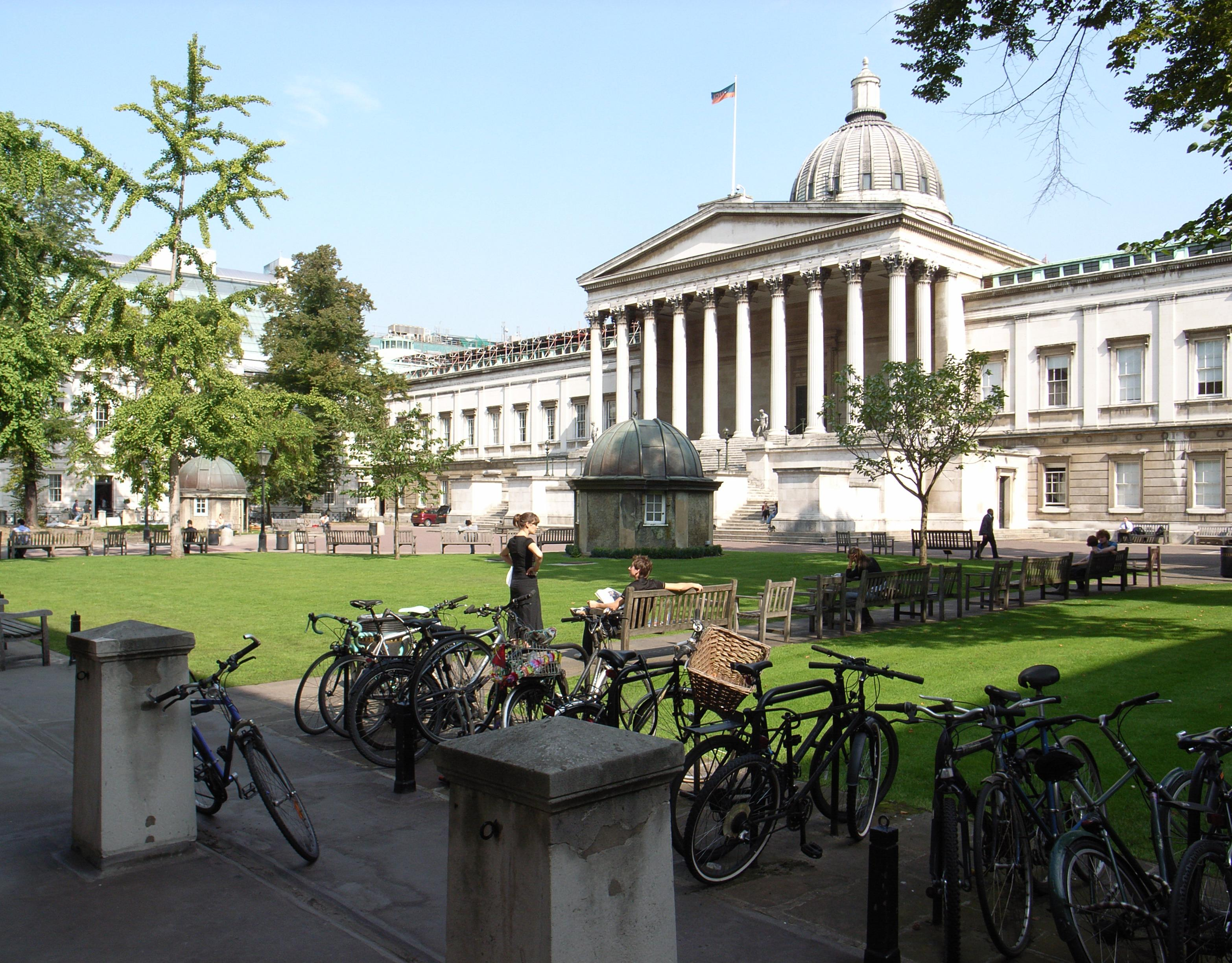
Hlavní budova univerzity

University College London (UCL) je veřejná výzkumná univerzita v Londýně (Velká Británie) a jedna ze součástí federální organizace Londýnská univerzita (University of London). Je to největší instituce vysokoškolského vzdělávání v Londýně, největší instituce postgraduálního studia (podle počtu zapsaných studentů) ve Velké Británii a je považována za jednu z významných multidisciplinárních výzkumných univerzit (členství ve skupině Russel Group sdružující 24 britských výzkumných univerzit). UCL byla první univerzitou založenou na území Londýna, vznikla pod názvem London University v roce 1826, přičemž její zakladatelé se inspirovali radikálními myšlenkami osvícenského filosofa Jeremyho Bethama. UCL byla rovněž jako první univerzita v Anglii zcela nezávislá na církvi, což znamenalo, že studenti sem byli přijímáni bez ohledu na náboženské vyznání, a jako první anglická univerzita přijímala ženy za stejných podmínek jako muže. UCL si spolu s několika dalšími univerzitami (University of London, King's College London a University of Durham) nárokuje označení „třetí nejstarší univerzita v Anglii“.
V britských univerzitních žebříčcích se UCL pro rok 2021 umístila na 8. (Times), 10. (Complete) a 14. (The Guardian) místě. Lépe si však vede v mezinárodních žebříčcích (2021), kde zaujala 10. (QS), 16. (THE) a 18. místo (ARWU). Na třístupňové škále hodnotící kvalitu výuky Teaching Excellence Framework (TEF) se UCL umístila na druhém stupni. V národním hodnocení spokojenosti studentů (National Student Survey 2020) se UCL umístila na 114 místě z celkem 154 hodnocených britských univerzit. UCL bývá zařazována mezi univerzity tzv. „zlatého trojúhelníku“ (golden triangle), což je neoficiální označení pro výzkumné univerzity nacházející se v jihoanglických městech Londýn, Cambridge a Oxford.
Hlavní kampus UCL se nachází v londýnské čtvrti Bloomsbury, velmi blízko centra metropole. Mnoho univerzitních institutů a fakultních nemocnic sídlí mimo kampus na různých místech centrálního Londýna. Mimo to má UCL satelitní kampusy v australském městě Adelaide a katarském městě Dauhá. Univerzita je rozdělena na 11 fakult, v jejichž rámci funguje více než 100 kateder a ústavů, institutů a výzkumných center. V akademickém roce 2015/16 univerzitu navštěvovalo přes 38 000 studentů a na jejím chodu se podílelo přes 12 000 členů personálu (včetně asi 3 500 pracovníků výzkumu). Za rok 2014/15 činil příjem univerzity 1,18 miliardy liber, z čehož 427,5 milionu pocházelo z výzkumných grantů a smluv.
Mezi známé absolventy patří „otcové národů“ z Indie, Keni a Mauriciu, zakladatelé Ghany, moderního Japonska a Nigérie, vynálezce telefonu A. G. Bell a jeden ze spoluobjevitelů struktury DNA, Francis Crick. Akademičtí pracovníci UCL přispěli k předním objevům v mnoha disciplínách. Všech pět vzácných plynů (argon, neon, krypton, xenon, hélium) vyskytujících se v přírodě objevil na UCL William Ramsay, spoluobjevitely hormonů byli Ernest Starling a William Bayliss, elektronku vynalezl absolvent UCL John Ambrose Fleming v době, kdy na UCL pracoval, a na mnoha významných pokrocích v moderní statistice se podílela katedra statistiky na UCL, založená Karlem Pearsonem. Mezi absolventy UCL a současnými i bývalými vyučujícími univerzity je nejméně 29 laureátů Nobelovy ceny a tři laureáti Fieldsovy medaile (matematické ocenění).

## Akademický rok
Akademický rok na UCL je rozdělen na tři trimestry (terms). Pro většinu ústavů a kateder (vyjma Medical School) začíná první trimestr (Term One, T1) na konci září a končí v polovině prosince, druhý trimestr (Term Two, T2) trvá od poloviny ledna do konce března a třetí trimestr (Term Three, T3) začíná koncem dubna a končí v polovině června. Některé ústavy a katedry mají v polovině prvního a druhého trimestru tzv. Reading Week, tedy týden volna, který by měli studenti využít pro načítání povinné literatury, psaní esejí a práci na projektech (velká část studia sestává ze samostatné práce a na studenty jsou kladeny velké nároky ve smyslu domácí přípravy).

## Přijímací řízení
UCL je velice výběrová škola; nabídku (offer) ke studiu podle UCAS obdrželo (2017) celkem 62,9 % uchazečů o bakalářské studium a podle Complete University Guide se jedná o 11. nejvýběrovější univerzitu ve Velké Británii. Většina bakalářských programů požaduje po britských studentech tři A ze zkoušek A-Levels nebo známky odpovídající výsledku 6, 6, 6 z vyšší úrovně předmětů při zkouškách International Baccalaureate Program (IB Diploma).
Od uchazečů o bakalářské studium z České republiky UCL požaduje maturitní zkoušku s průměrem 1,80 a lepší. Nicméně požadavky jednotlivých programů se mohou lišit a univerzita tedy doporučuje zájemcům o studium, aby si zkontrolovali konkrétní podmínky přijetí na stránkách jednotlivých programů. Další možností pro zahraniční studenty jsou kurzy Undergraduate Preparatory Certificates (UPC). Jedná se o roční přípravné kurzy, které jsou vyučovány přímo na UCL. Na základě úspěšného absolvování těchto kurzů se pak studenti mohou hlásit nejen na UCL, ale i na další britské univerzity.

## Slavní učitelé a absolventi
- Tomáš Garrigue Masaryk[zdroj?]
- Jaroslav Heyrovský, nositel Nobelovy ceny za chemii z roku 1959
- Mahátma Gándhí, Otec národa Indie
- Francis Galton, vědec, činný ve velmi mnoha různých oborech: psychologii a antropologii, statistice, geografii a dalších; zavedl koeficient korelace; je zakladatelem eugeniky a vynálezcem Galtonovy píšťaly
- Jocelyn Bellová Burnellová, severoirská astronomka, která objevila nový typ hvězdy – pulsar
- Walter Bagehot, bankéř, novinář a politolog, dlouholetý šéfredaktor týdeníku The Economist
- Jomo Kenyatta, první premiér a prezident Keni; Otec vlasti
- Džuničiró Koizumi, japonský politik který sloužil jako premiér Japonska mezi léty 2001 a 2006
- Itō Hirobumi, japonský politik, čtyřnásobný ministerský předseda Japonska
- Chajim Herzog, 6. prezident Izraele
- Chris Martin, hlavní zpěvák, kytarista a klavírista skupiny Coldplay
- Christopher Nolan, britský režisér (Memento, Batman začíná, Dokonalý trik, Temný rytíř, Počátek)
- Colin Chapman, konstruktér automobilů a zakladatel společnosti Lotus Cars, výrobce sportovních a závodních vozů
- John Ambrose Fleming, britský fyzik, vynálezce diody
- Alexander Graham Bell, vynálezce mikrofonu a prvního použitelného telefonu a gramofonu
- Edwin Waterhouse, spoluzakladatel auditorské firmy Price Waterhouse (od 1998 – PricewaterhouseCoopers, největší poradensko-auditorská firma na světě)
- Brian Vickery, informační vědec
- Ivana Recmanová, publicistka, lidskoprávní aktivistka, umělkyně

### Laureáti Nobelovy ceny
- John O'Keefe, nositel Nobelovy ceny za fyziologii a medicínu, 2014
- James Rotham, nositel Nobelovy ceny za fyziologii a medicínu, 2013
- Peter Higgs, nositel Nobelovy ceny za fyziku, 2013
- Charles Kuen Kao, nositel Nobelovy ceny za fyziku, 2009
- Martin Evans, nositel Nobelovy ceny za fyziologii a medicínu, 2007
- James Heckman, nositel Nobelovy ceny za ekonomii, 2000
- Bert Sakmann, nositel Nobelovy ceny za fyziologii a medicínu, 1991
- James W. Black, nositel Nobelovy ceny za fyziologii a medicínu, 1988
- William Timothy Gowers, nositel Fieldsovy medaile, 1988
- Ulf von Euler, nositel Nobelovy ceny za fyziologii a medicínu, 1970
- Bernard Katz, nositel Nobelovy ceny za fyziologii a medicínu, 1970
- Alan Baker, nositel Fieldsovy medaile, 1970
- George Hornidge Porter, nositel Nobelovy ceny za chemii, 1967
- Andrew Fielding Huxley, nositel Nobelovy ceny za fyziologii a medicínu, 1963
- Francis Crick, molekulární biolog a fyzik, který ve spolupráci s Jamesem Watsonem objevil v roce 1953 strukturu DNA; nositel Nobelovy ceny za fyziologii a medicínu, 1962
- Peter Brian Medawar, nositel Nobelovy ceny za fyziologii a medicínu, 1960
- Jaroslav Heyrovský, nositel Nobelovy ceny za chemii, 1959
- Klaus Friedrich Roth, nositel Fieldsovy medaile, 1958
- Vincent du Vigneaud, nositel Nobelovy ceny za chemii, 1955
- Robert Robinson, nositel Nobelovy ceny za chemii, 1947
- Otto Hahn, nositel Nobelovy ceny za chemii, 1944
- Henry Hallett Dale, nositel Nobelovy ceny za fyziologii a medicínu, 1936
- Frederick Hopkins, nositel Nobelovy ceny za fyziologii a medicínu, 1929
- Owen Willans Richardson, nositel Nobelovy ceny za fyziku, 1928
- Archibald Vivian Hill, nositel Nobelovy ceny za fyziologii a medicínu, 1922
- Frederick Soddy, nositel Nobelovy ceny za chemii, 1921
- William Henry Bragg, nositel Nobelovy ceny za fyziku, 1915
- Rabíndranáth Thákur, nositel Nobelovy ceny za literaturu, 1913
- William Ramsay, objevitel vzácných plynů, které izoloval ze zemské atmosféry; nositel Nobelovy ceny za chemii 1904